# アーユシュマーン・クラーナー
アーユシュマーン・クラーナー（Ayushmann Khurrana、1984年9月14日 - ）は、インドの俳優、歌手、テレビ番組司会者。機能不全の男性を演じることが多く、国家映画賞やフィルムフェア賞など複数の映画賞を受賞している。

## 生い立ち
プーナムとP・クラーナーの息子としてチャンディーガルで生まれる。生まれた時に「ニシャント・クラーナー」と名付けられたが、3歳の時に「アーユシュマーン・クラーナー」に改名された。チャンディーガル聖ジョン高等学校、DAVカレッジで教育を受けた。英文学を専攻し、パンジャーブ大学でコミュニケーションの学位を取得した。アーユシュマーンは5年間演劇活動を行い、DAVカレッジ在学時には「Aaghaaz」「Manchtantra」の2劇団の創設に関わった。彼は路上演劇を考案して実行し、ムード・インディゴなどの学園祭で賞を受賞した。また、ダラムヴィール・バーラティの『Andha Yug』でアシュヴァッターマンを演じて主演男優賞を受賞し、2017年にラジーヴ・マサンドが主催するアクターズ・ラウンドテーブルに招待された。

## キャリア

### 2004年 - 2011年
2002年にチャンネルVの番組に出演して注目を集めた。2004年には『MTV Roadies』に出演して「Roadies 2」の優勝者となった。大学卒業後はデリーのBIG FM 92.7に就職した。アーユシュマーンは「Big Chai – Maan Na Maan」「Main Tera Ayushmann」で司会を務め、2007年に若年達成賞を受賞した。また、最年少でバーラト・ニルマン賞を受賞している。
ラジオ番組で活動した後、MTVの情報番組「Pepsi MTV Wassup」「The Voice of Youngistaan」でビデオジョッキーを務めた。同時に「MTV Fully Faltoo Movies」「Cheque De India」「Jaadoo Ek Baar」にも出演しており、その後はカラーズTVの「India's Got Talent」でニキル・チナパと共に司会を務め、MTVでは情報番組「Stripped」に起用された。2009年にはスタープラスの「Music Ka Maha Muqqabla」で司会を務めた。

### 2012年 - 2015年

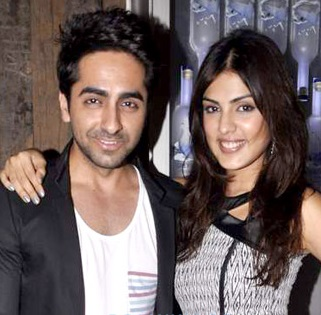
アーユシュマーン・クラーナーとリア・チャクラボルティー

2012年にシュージット・シルカルの『僕はドナー』で俳優デビューする。同作では精子提供者の男性を演じ、アヌー・カプール、ヤミー・ガウタムと共演した。アーユシュマーンは役作りのためワークショップに通い、医療関係者と交流した。また、同作のサウンドトラックのために「Pani Da Rang」をロチャック・コーリと共に作詞・作曲している。Rediff.comのスカニヤ・ヴェルマはアーユシュマーンの演技を「気さくなキャラクターと茶目っ気のある顔は、彼の世渡り上手でユーモアのある仕事を保証している」と批評している。同作の興行収入は6億1000万ルピーを記録し、興行的な成功を収めた。アーユシュマーンは同作での演技を評価され、フィルムフェア賞 新人男優賞とフィルムフェア賞 男性プレイバックシンガー賞を受賞している。
2013年にローハン・シッピーの『茶番野郎』でクナール・ロイ・カプールと共演した。アヌパマ・チョープラーはキャストの中でアーユシュマーンが最も「熱心」であることに注目したが、彼の演技はクナールの陰に隠れてしまっていると批評している。彼は同作のサウンドトラックで2曲を歌っている。2014年にはヤシュ・ラージ・フィルムズ製作の『Bewakoofiyaan』でソーナム・カプール、リシ・カプールと共演した。同作では彼女の父親に結婚を認めさせようと奮闘する男性を演じている。アンディ・ウェブスターはニューヨーク・タイムズに批評を寄せ、同作の「不自然に生み出されるユーモア」を酷評したが、アーユシュマーンについてはリシ・カプールの相手役としての演技を評価している。『茶番野郎』と『Bewakoofiyaan』は、2015年に出演した『Hawaizaada』と同様に興行的に失敗している。『Hawaizaada』ではシヴカル・バープジ・タルパーデを演じ、役作りのために減量してマラーティー語を学んだ。同年に妻タヒラ・カシャップと共同で自伝『the Code: My Journey to Bollywood』を執筆している。
失敗作が続いたアーユシュマーンの俳優キャリアは、2015年に公開されたシャラト・カタリヤの『ヨイショ! 君と走る日』で持ち直した。彼はブーミー・ペードネーカルが演じる肥満女性との結婚を強制された男性を演じている。ザ・ヒンドゥーのアヌージ・クマールは、アーユシュマーンの「口調とボディランゲージ」を絶賛した。積極的なプロモーションを行わなかったにもかかわらず、同作は4億1000万ルピーの興行収入を記録するヒット作となった。

### 2017年以降
2017年に出演した『僕の可愛いビンドゥ』は興行的に失敗したが、同年に出演した『バレーリーのバルフィ』『Bareilly Ki Barfi』は興行的な成功を収めている。『バレーリーのバルフィ』はニコラス・バローの小説『The Ingredients of Love』の翻案作品であり、アーユシュマーンは主人公の作家役を演じ、ラージクマール・ラーオ、クリティ・サノンと共演した。ニューデリー・テレビジョンのサイバル・チャテルジーは、アーユシュマーンの「陰気な捨てられたラヴァーから、自己の利益を優先する歪んだマニピュレーターに変貌するという説得力のある仕事」を賞賛している。『Shubh Mangal Saavdhan』では勃起不全に悩む婚約男性を演じ、ブーミー・ペードネーカルと共演した。同作は2013年公開のタミル語映画『Kalyana Samayal Saadham』のリメイクであり、アーユシュマーンは『Shubh Mangal Saavdhan』で男性の精神的・性的問題に対する関心が高まることを期待していた。ラジーヴ・マサンドは同作が粗野にならずにセクシュアリティを上手く取り扱っていることに注目し、アーユシュマーンはフィルムフェア賞 主演男優賞にノミネートされた。
2018年には同年興行成績トップ10入りした映画2本に出演している。1本目はシュリラーム・ラガヴァンの『盲目のメロディ〜インド式殺人狂騒曲〜』で、アーユシュマーンは盲目を装うピアニストを演じ、ラーディカー・アープテー、タッブーと共演した。アーユシュマーンはムケーシュ・チャブラから映画の内容を聞いて出演の意思を伝え、役作りのために盲目のピアニストと交流し、ピアノの弾き方を学んでいる。彼の演技について、ミント紙のウディタ・ジュンジュンワラは「傷つきやすさと狡猾さのバランスがとれた張り詰めた演技」を称賛し、ハフポストのアンクル・パタクは「手放しで拍手に値する演技」を称賛している。『盲目のメロディ〜インド式殺人狂騒曲〜』は45億6000万ルピーの興行収入を記録した。その大半は中国からの収益であり、アーユシュマーン主演作で最大のヒット作となった。2本目はアミット・シャルマの『Badhaai Ho』で、アーユシュマーンは中年の両親が妊娠したことに戸惑う息子役を演じ、ニーナ・グプタ、ガジラージ・ラオ、サニヤー・マルホートラと共演した。アーユシュマーンの演技について、ファーストポストのアンナ・M・M・ヴェティカドは「完璧な説得力がある」と批評し、「スター俳優が小さな映画の物語を選んだ」ことを称賛した。『Badhaai Ho』は22億1000万ルピーの興行収入を記録し、スリーパー・ヒットとなった。アーユシュマーンは『盲目のメロディ 〜インド式殺人狂騒曲〜』の演技を高く評価され、国家映画賞 主演男優賞（『URI/サージカル・ストライク』のヴィッキー・コウシャルと同時受賞）、フィルムフェア賞 審査員選出男優賞（『パドマーワト 女神の誕生』のランヴィール・シンと同時受賞）を受賞している。
2019年には『Article 15』『Dream Girl』の2本の成功作に出演した。『Article 15』はアヌバウ・シンハーが監督し、アーユシュマーンは強姦事件を担当する警察官役を演じた。同作はインドのカースト制度に焦点を当てた映画で、2014年バダーユーン集団強姦事件や2016年ウナー鞭打ち事件などを参考にしている。ウェンディ・イデはガーディアンに批評を寄せ、アーユシュマーン「ソウルフルなボリウッドの心躍るカリスマと、人目を引く激しい演技」を称賛した。『Dream Girl』では女性のフリをして接客するコールセンターの男性役を演じた。2020年に出演した『結婚は慎重に!』では同性愛者の男性役を演じた。同作はアーユシュマーンとジーテンドラ・クマールの同性愛者を「ホモ」や「ヘテロ」ではなく「カップル」として描いた点が評価されたものの、興行成績は芳しくなかった。『Gulabo Sitabo』ではアミターブ・バッチャンと共演したが、新型コロナウイルス感染症の流行のため劇場公開が中止されAmazonプライム・ビデオで配信された。

## 家族
父P・クラーナーは占星術師で占星術に関する著作も執筆しており、母アニタは主婦でありミャンマー人とのハーフである。両親はチャンディーガルに住んでおり、弟のアパルシャクティ・クラーナーはラジオジョッキーとして活動しており、2016年に『ダンガル きっと、つよくなる』で俳優デビューしている。妻のタヒラ・カシャップは『Toffee』の監督として知られており、アーユシュマーンとタヒラは幼少時代から交際を続けていた。2012年に息子が生まれ、2014年には娘が生まれている。